# Teodosio Losito
Teodosio Losito, detto anche semplicemente Teo (Milano, 17 aprile 1965 – Roma, 8 gennaio 2019), è stato uno sceneggiatore, cantante, attore e produttore televisivo italiano.

## Biografia
Nel 1987 partecipò al Festival di Sanremo, nella sezione Nuove Proposte, dove presentò il brano Ma che bella storia... (scritto da Enzo Miceli e Gaetano Lorefice) che non entrò in finale, e al Festivalbar con la canzone Direttamente al cuore di Cristiano Malgioglio. 
Nei primi anni novanta partecipò come attore a tre film. Nel 1995 e nel 1996 lavorò invece come interprete di fotoromanzi per il popolare settimanale Grand Hotel
Dal 2001 fu sceneggiatore di fiction e film televisivi di successo per Mediaset tra le quali Il bello delle donne, Caterina e le sue figlie e L'onore e il rispetto, prima con la Janus srl poi con la Ares Film entrambe società riconducibili al produttore Alberto Tarallo, all'epoca suo compagno. 
L'8 gennaio 2019 fu rinvenuto morto, in seguito a suicidio, nella sua casa di Roma.

## Discografia

### Album
- 1988 – Quante volte mi sono girato a guardare il cielo (Panarecord, PDL 33006)
- 1991 – Pathos (Boys & Boys, BB 0001)

### Singoli
- 1986 – Formica d'estate/Boys & boys (Panarecord, P 7372)
- 1987 – Ma che bella storia.../Urgentemente pregoti (Panarecord, PDN 10001)
- 1987 – Direttamente al cuore (In the pouring rain)/E la luna resta là (Panarecord, PDN 45005)

## Filmografia

### Sceneggiatore

#### Cinema
- Passo a due, regia di Andrea Barzini (2005)

#### Televisione
- Il bello delle donne – serie TV, 36 episodi (2001-2003)
- Il morso del serpente – film TV (2001)
- Madame – miniserie TV (2004)
- Caterina e le sue figlie – serie TV (2005)
- Donne sbagliate – miniserie TV (2007)
- Io non dimentico – film TV (2008)
- Io ti assolvo – film TV (2008)
- Mogli a pezzi – serie TV (2008)
- Il sangue e la rosa – serie TV, 4 episodi (2008)
- So che ritornerai – film TV (2009)
- L'onore e il rispetto - Parte seconda – miniserie TV, 6 episodi (2009)
- Il peccato e la vergogna – serie TV (2010)
- Caldo criminale – film TV (2010)
- Sangue caldo – serie TV, 6 episodi (2011)
- Viso d'angelo – miniserie TV, 4 episodi (2011)
- Pupetta - Il coraggio e la passione – miniserie TV, 4 episodi (2013)
- Baciamo le mani - Palermo New York 1958 – serie TV, 6 episodi (2013)
- Rodolfo Valentino - La leggenda – miniserie TV (2013)
- Furore – serie TV, 6 episodi (2014-2018)
- Il peccato e la vergogna - Parte seconda – serie TV (2014)
- Seref Meselesi – serie TV, 26 episodi (2014-2015)
- Il bello delle donne... alcuni anni dopo – miniserie TV, 8 episodi (2017)
- L'onore e il rispetto – serie TV, 1 episodio (2017)

### Attore
- Sul filo del rasoio, regia di Joe D'Amato (1992)
- Kreola, regia di Antonio Bonifacio (1993)
- Formula 3 - I ragazzi dell'autodromo, regia di Andrea Bianchi (1993)

### Produttore
- Né con te né senza di te, regia di Vincenzo Terracciano – miniserie TV (2012)